# Accès pernicieux
L'accès pernicieux est une érythrocytopathie parasitaire aux manifestations tant viscérales, rénales que neurologiques.
Elle est due à la multiplication active et rapide de Plasmodium falciparum (parasites qui causent le paludisme chez l'être humain) dans les hématies des capillaires viscéraux produisant une anoxie tissulaire par anémie hémolytique et, éventuellement, coagulation intravasculaire disséminée.